# Artbrott
Artbrott är brottslighet av sådan art att Högsta domstolen eller lagens förarbeten ansett att ett kortare fängelsestraff alltid skall presumeras även om inte straffvärdet eller återfallsfrekvensen talar för fängelse som påföljd. Det handlar om brott som på grund av sin art/karaktär anses vara särskilt samhällsfarliga och klandervärda, vilket anses motivera hårdare straff och att frångå den straffrättsliga huvudregeln om att domstolarna bör undvika att utdöma fängelsestraff om möjligt.
Artbrott är brott som karaktäriseras av att de är svåra att förebygga eller upptäcka, svåra att utreda, blivit mer utbredda eller elakartade på senare tid, riktar sig mot enskilda personers integritet eller mot rättsväsendet som sådant. Exakt vilka omständigheter som är tillräckliga för att ett artbrott skall anses föreligga är oklart.
Någon komplett lista över artbrott finns inte, utan man får främst söka sig till Högsta domstolens praxis. Exempel på artbrott är: (grovt) rattfylleri och grovt sjöfylleri, vissa brott mot vapen- och jaktlagstiftningen, olaglig vistelse i riket, (oprovocerad) misshandel, våld mot tjänsteman, vissa skattebrott, narkotikabrott, vissa bokföringsbrott, mened, övergrepp i rättssak, allvarligt/uppsåtligt djurplågeri och förmodligen även barnpornografibrott.
Att en omständighet är av betydelse för att en gärning bedöms som ett artbrott utesluter ej att omständigheten också kan påverka gärningens straffvärde.